# Mecistocephalus guildingii
Mecistocephalus guildingii är en mångfotingart som beskrevs av Newport 1843. Mecistocephalus guildingii ingår i släktet Mecistocephalus och familjen storhuvudjordkrypare. Inga underarter finns listade i Catalogue of Life.